# Khandadiksnavelmees
De khandadiksnavelmees (Paradoxornis heudei polivanovi) is een zangvogel uit de familie van de Sylviidae (Zangers van de Oude Wereld). Dit taxon wordt sinds 2014 beschouwd als een ondersoort van Heudes diksnavelmees.

## Verspreiding en leefgebied
Deze ondersoort  P. h. polivanovi komt voor bij het Chankameer (noordoostelijk China) en zuidoostelijk Rusland. Een andere ondersoort: P. h. mongolicus komt voor in noordoostelijk Mongolië en noordwestelijk Mantsjoerije (noordoostelijk China),